# Гетто в Горлице
Гетто в Горлице — еврейское гетто, созданное нацистами в период оккупации Польши во время Второй мировой войны в городе Горлице. Существовало с октября 1941 года по 14 сентября 1942 года.

## История
Еврейское население Горлице до начала Второй мировой войны составляло около 3400 человек. Нацисты захватили город 7 сентября 1939 года. Практически сразу после начала оккупации немцы стали сгонять евреев на принудительные работы, грабить их и стричь им бороды. Осенью того же года нацисты конфисковали у евреев фабрики и мастерские либо передали их в руки немцев или фольскдойче. Еврейские магазинчики работали до 1940 года, причем управляли ими только женщины, поскольку мужчин могли в любое время угнать на принудительные работы.
В январе 1940 года в Горлице был создан юденрат, состоящий из семи человек. Его председателем назначили доктора Хенрика Арнольда. Также была организована еврейская полиция. В то же время оккупанты приказали еврейскому населению носить на левом рукаве белую повязку со звездой Давида. В Горлицу прибывали еврейские беженцы. Так осенью в город прибыла группа из западной Польши, а весной 1942 года — из Лодзи. К осени 1940 года количество евреев в Горлице составило около 4000, еще около 1500 проживало деревнях, расположенных неподалёку.

## Гетто
Оккупанты начали создавать гетто в Горлице в июле 1941 года. Евреев начали изгонять из центра города или высылать в другие населенные пункты: Бобову, Бич и другие. Ситуация в Горлице ухудшалась. Летом или осенью 1941 года нацисты избили, а затем застрелили главу юденрата Хенрика Арнольда из-за того, что тот оказался выполнять их приказы.
Открытое гетто в Горлице было создано в октябре 1941 года. Изначально оно состояло из двух частей. Первая находилась в Дворжиском районе, вторая — в Гарбарнянском района. Несмотря на небольшую территорию гетто, в нём нацистами было размещено около 3500 евреев. Они проживали там в 131 доме в ужасных санитарных условиях. Позже территория гетто сократилась до нескольких улиц в Дворжиском районе. В феврале 1942 года гетто стало закрытым. Узники жили по 10—15 человек в одной комнате. Не хватало еды, одежды, дров и угля. Зимой 1941—1942 годов оккупационные власти приказали евреям сдать всю меховую одежду. Не подчинившихся этому приказу казнили.
3 января 1942 года гестаповцы убили в городе 20 евреев. 70 евреев были убиты в апреле 1942 года под предлогом того, что они были коммунистами, сионистами или же имели связи с Россией. Весной того же года в гетто согнали евреев из ближайших деревень. В начале лета была проведена регистрация всех узников гетто. Многие их них поняли, что последует за этим, и начали искать способы спастись от будущей депортации. В июле 1942 года нацисты заставили собраться всех мужчин гетто на площади Дворжиско. Там оккупанты отобрали 200—300 молодых людей и отправили их в лагерь Плашов в районе Кракова.

## Ликвидация гетто
Утром 14 августа 1942 года гетто в Горлице было оцеплено частями СС, гестапо и польскими полицейскими. Евреям приказали собраться на площади Дворжиско. Тех, кто пытался спрятаться или сопротивляться нацисты убивали на месте. На площади узников разделили на группы: молодые мужчины, старики и больные, женщины с детьми и остальное население. В тот же день оккупанты расстреляли около 200 пациентов местной больницы, представителей юденрата и членов их семей. Около 700 стариков, больных и детей вывезли на грузовиках в лес, где они были убиты. Большую часть узников гетто заперли в складских помещениях местной обувной фабрики. Там их без воды и еды держали до 17 августа. Позже в течение двух дней практически все они, в количестве около 2500 человек, были вывезены в лагерь смерти в Белжеце.
После этого в гетто оставалось около 100 рабочих, еще 600 узников, чья обязанность заключалась в очистке гетто, а также несколько десятков человек, работавших на местных фермах и усадьбах. Гетто оставалось закрытым. Около 50 евреям было приказано похоронить ранее убитых узников в лесу. С этих работ они уже не вернулись. Спустя неделю нацисты вновь собрали всех оставшихся узников. Оккупанты приказали 250 евреям выйти из толпы. Когда те отказались, немцы открыли по ним стрельбу. Многие были убиты. Часть отправлена в товарных вагонах в Белжец. Окончательно гетто было ликвидировано 14 сентября 1942 года. В тот день в лагерь смерти в Белжеце было отправлено около 350 человек.